# Volta a Llombardia 1916
La Volta a Llombardia 1916 fou la 12a edició de la Volta a Llombardia. Aquesta cursa ciclista organitzada per La Gazzetta dello Sport es va disputar el 5 de novembre de 1916 amb sortida a Milà i arribada a Torretta després d'un recorregut de 232 km.
La competició fou guanyada per l'italià Leopoldo Torricelli (Maino) per davant dels seus compatriotes Camillo Bertarelli (Ganna) i Alfredo Sivocci (Dei).
Gaetano Belloni, vencedor l'any anterior, és desqualificat després d'haver sigut segon a la línia de meta.

## Classificació general
|    | Ciclista            | Equip      | Temps        |
| -- | ------------------- | ---------- | ------------ |
| 1  | Leopoldo Torricelli | Maino      | 8h 41' 35"   |
| 2  | Camillo Bertarelli  | Ganna      | + 58"        |
| 3  | Alfredo Sivocci     | Dei        | + 5' 22"     |
| 4  | Angelo Vay          | Individual | + 20' 49"    |
| 5  | Arturo Ferrario     | Stucchi    | + 53' 00"    |
| 6  | Costante Costa      | Individual | m. t.        |
| 7  | Domenico Schierano  | Individual | m. t.        |
| 8  | Clemente Canepari   | Stucchi    | + 1h 02' 50" |
| 9  | Telesforo Benaglia  | Individual | + 1h 07' 25" |
| 10 | Ruggero Ferrario    | Individual | + 1h 09' 35" |